# Gvia HaMedina 2010-2011
La Coppa d'Israele 2010-2011 (in ebraico 2010-2011 גביע המדינה, Gvia HaMedina 2010-2011, cioè "Coppa di Stato 2010-2011") è stata la 78ª edizione della competizione, la 57ª dalla nascita dello Stato di Israele. Il torneo è iniziato il 3 settembre 2010 e si è concluso il 25 maggio 2011, con la vittoria (la seconda consecutiva, la quattordicesima in assoluto) dell'Hapoel Tel Aviv, che ha battuto in finale il Maccabi Haifa per 1-0.
La squadra vincitrice si è qualificata per il terzo turno di qualificazione della UEFA Europa League 2011-2012.

## Settimo turno
Al torneo hanno preso parte tutte le squadre iscritte all'IFA. Per ragioni di semplicità, i primi sei turni sono qui pretermessi.
Al settimo turno hanno preso parte le sedici vincitrici del sesto, che hanno affrontato le altrettante squadre partecipanti alla Liga Leumit.
Le partite si sono giocate il 4 gennaio 2011.
| Squadra 1                 | Risultato         | Squadra 2                |
| ------------------------- | ----------------- | ------------------------ |
| Karmiel Safied            | 3 – 4 (suppl.)    | Hapoel Gerusalemme       |
| Maccabi Tamra             | 2 – 0             | Maccabi Kabilio Giaffa   |
| Maccabi Umm al-Fahm       | 0 – 2             | Maccabi Ironi Jatt       |
| Maccabi Ironi Kiryat Ata  | 0 – 0 5 - 4 (dtr) | Ahva Arraba              |
| Hapoel Afula              | 0 – 0 5 - 4 (dtr) | Maccabi Yavne            |
| Maccabi Daliyat al-Karmel | 4 – 2             | Maccabi Ma'alot-Tarshiha |
| Bnei Eilat                | 1 – 3             | H. Rishon LeZion         |
| Hapoel Kfar Yona          | 0 – 1             | Maccabi Ahi Nazaret      |
| Hapoel Herzliya           | 0 – 3             | Maccabi Be'er Sheva      |
| Beitar Shimshon Tel Aviv  | 0 – 3             | Sektzia Ness Ziona       |
| Hapoel Kfar Saba          | 3 – 0             | Hapoel Bnei Lod          |
| Hakoah Ramat Gan          | 3 – 0             | Hapoel Kfar Kana         |
| Hapoel Ra'anana           | 4 – 1             | Beitar Kfar Saba         |
| Maccabi I. Bat Yam        | 2 – 1             | Hapoel Petah Tiqwa       |
| Maccabi Herzliya          | 2 – 1             | Nazareth Illit           |
| Ironi R. HaSharon         | 1 – 2             | Maccabi Ironi Netivot    |

## Ottavo turno
All'ottavo turno, disputato tra il 1º e il 2 febbraio 2011, sono entrate le sedici squadre della Ligat ha'Al 2010-2011.
| Squadra 1                | Risultato      | Squadra 2                 |
| ------------------------ | -------------- | ------------------------- |
| Hapoel Afula             | 1 – 4          | Hapoel Be'er Sheva        |
| Maccabi Netanya          | 4 – 1          | Bnei Yehuda               |
| Hapoel Ashkelon          | 1 – 0          | Maccabi I. Bat Yam        |
| Maccabi Herzliya         | 2 – 0          | Maccabi Tamra             |
| Hakoah Ramat Gan         | 0 – 2 (suppl.) | Hapoel Ra'anana           |
| Hapoel Gerusalemme       | 2 – 0          | Maccabi Be'er Sheva       |
| Hapoel Akko              | 0 – 2          | Maccabi Ironi Jatt        |
| Sektzia Ness Ziona       | 1 – 0          | Maccabi Ironi Netivot     |
| Hapoel Petah Tiqwa       | 3 – 1          | Maccabi Tel Aviv          |
| Maccabi Ironi Kiryat Ata | 0 – 7          | Hapoel Tel Aviv           |
| Hapoel Kfar Saba         | 0 – 3          | Maccabi Haifa             |
| Hapoel Haifa             | 2 – 0 (suppl.) | Maccabi Daliyat al-Karmel |
| H. Rishon LeZion         | 3 – 1          | Bnei Sakhnin              |
| Ironi K. Shmona          | 1 – 0          | Maccabi Ahi Nazaret       |
| Maccabi Petah Tiqwa      | 0 – 1          | Ashdod                    |
| Hapoel Ramat Gan         | 0 – 1          | Beitar Gerusalemme        |

## Ottavi di finale
Le partite si sono giocate il 1º e il 2 marzo 2011.
| Squadra 1          | Risultato      | Squadra 2          |
| ------------------ | -------------- | ------------------ |
| Maccabi Netanya    | 1 – 0          | Hapoel Petah Tiqwa |
| Sektzia Ness Ziona | 1 – 3 (suppl.) | Hapoel Haifa       |
| Beitar Gerusalemme | 2 – 0          | H. Rishon LeZion   |
| Maccabi Herzliya   | 0 – 2          | Ashdod             |
| Ironi K. Shmona    | 4 – 0          | Hapoel Be'er Sheva |
| Maccabi Haifa      | 2 – 1          | Hapoel Gerusalemme |
| Hapoel Ra'anana    | 3 – 0          | Maccabi Ironi Jatt |
| Hapoel Tel Aviv    | 2 – 1          | Hapoel Ashkelon    |

## Quarti di finale
Le partite si sono giocate il 19 e il 20 aprile 2011.
| Squadra 1       | Risultato            | Squadra 2          |
| --------------- | -------------------- | ------------------ |
| Hapoel Tel Aviv | 1 – 0                | Beitar Gerusalemme |
| Hapoel Haifa    | 1 – 3                | Maccabi Haifa      |
| Maccabi Netanya | 1 – 1 4 - 1 (d.t.r.) | Ashdod             |
| Hapoel Ra'anana | 0 – 1                | Ironi K. Shmona    |

## Semifinali
Le partite si sono disputate l'11 maggio 2011.
| Squadra 1       | Risultato | Squadra 2       |
| --------------- | --------- | --------------- |
| Maccabi Netanya | 2 – 3     | Maccabi Haifa   |
| Hapoel Tel Aviv | 2 – 0     | Ironi K. Shmona |

## Finale
| Arbitro: | Meir Levi |

|  |           |          |
|  | Marcatori | 2’ Tuama |